# Disketové jednotky pro počítače ZX Spectrum
Disketové jednotky pro počítače Sinclair ZX Spectrum byly vyráběné různými výrobci, ale s výjimkou integrované disketové jednotky v počítači Sinclair ZX Spectrum +3 nebyla žádná z nich vyráběná ani společností Sinclair Research ani společností Amstrad. Jedinými značkovými disketovými jednotkami byly disketové jednotky Timex FDD a Timex FDD3000 vyráběné portugalskou pobočkou počítačové divize Timex Sinclair. Společnost Sinclair Research dodávala jako paměťové úložiště pouze ZX Microdrive, které ukládalo data na magnetickou pásku. Podobně ukládalo na magnetickou pásku zařízení Wafadrive.
Toto je seznam disketových jednotek a řadičů disketových jednotek pro počítače Sinclair ZX Spectrum. Kurzívou jsou označeny oznámené, ale nikdy nevyráběné disketové jednotky/řadiče disketových jednotek. Do seznamu nejsou zařazeny disketové jednotky neobsahující vlastní disketový řadič, např. Amstrad FD-1. 
| disketová jednotka/řadič disketových jednotek | výrobce                                                       | počet připojitelných disketových mechanik | čip řadiče         | operační systém     |
| --------------------------------------------- | ------------------------------------------------------------- | ----------------------------------------- | ------------------ | ------------------- |
| Amstrad SI-1                                  | Amstrad                                                       | 2                                         |                    |                     |
| Beta Disk Interface                           | Technology Research Ltd                                       | 4                                         | WD1793             | TR-DOS              |
| Beta 128 Disk Interface                       | Technology Research Ltd                                       | 4                                         | WD1793             | TR-DOS              |
| Byte Drive 500                                | ITL Kathmill Ltd                                              |                                           |                    |                     |
| Clive Drive                                   |                                                               |                                           |                    |                     |
| Crescent 128 Quick Disk                       |                                                               |                                           |                    |                     |
| Crescent 401 + 2000DFS                        |                                                               |                                           |                    |                     |
| CS-Disk                                       | Circuit Design                                                | 4                                         | WD2797             |                     |
| Datafax Disk System                           |                                                               |                                           |                    |                     |
| Datafax Spectrum Disk Interface               |                                                               |                                           |                    |                     |
| Delta Disk                                    |                                                               | 2                                         | Intel 8272A        |                     |
| Disciple                                      | Miles Gordon Technology                                       | 2                                         |                    | GDOS                |
| +D                                            | Miles Gordon Technology                                       | 2                                         |                    | GDOS                |
| Didaktik 40                                   | výrobní družstvo Didaktik Skalica                             | 2                                         | WD2797/Intel 8272A | M-DOS               |
| Didaktik 80                                   | výrobní družstvo Didaktik Skalica                             | 2                                         | WD2797/Intel 8272A | M-DOS               |
| Double Density Disk Interface                 |                                                               |                                           |                    |                     |
| Dove Disk Drive Interface                     |                                                               |                                           |                    |                     |
| FDC-1 Floppy Disk interface Mk1               |                                                               |                                           |                    |                     |
| FDC-1 Mk2                                     |                                                               |                                           |                    |                     |
| FDI interface                                 | Technology Research Ltd                                       |                                           |                    |                     |
| F.I.Z.                                        |                                                               |                                           |                    |                     |
| Gordon Micro                                  |                                                               | 2                                         |                    |                     |
| Invesdisk 200                                 | Investrónica                                                  |                                           |                    |                     |
| Kempston Disc Interface                       | Kempston Micro Electronics Ltd                                | 4                                         |                    |                     |
| Lifetime Disc Drive                           |                                                               |                                           |                    |                     |
| LMT SPD1                                      |                                                               |                                           |                    |                     |
| Logitek Disc Interface                        |                                                               |                                           |                    |                     |
| MB02                                          |                                                               | 4                                         | WD2797A            |                     |
| Morex Floppy Disk System                      |                                                               |                                           |                    |                     |
| Omega SCSI/Plus Adaptor                       |                                                               |                                           |                    |                     |
| Opus Discovery                                | Opus Supplies Ltd                                             | 2                                         |                    |                     |
| Pacer Disk Interface                          |                                                               |                                           |                    |                     |
| Saga Disk Interface                           |                                                               |                                           |                    |                     |
| Saga Disk Interface II                        |                                                               |                                           |                    |                     |
| SpeccyDOS                                     |                                                               |                                           |                    |                     |
| Swiftdisc                                     |                                                               |                                           |                    |                     |
| Swiftdisc II                                  | Sixword Ltd                                                   | 4                                         |                    |                     |
| Thurnall Disk System                          | Thurnall Electronics Ltd                                      | 2                                         |                    |                     |
| Timex FDD                                     |                                                               | 4                                         | WD1770             |                     |
| Timex FDD3000                                 |                                                               | 4                                         | WD1770             |                     |
| Timex Sinclair 2060                           | Timex Sinclair                                                |                                           |                    |                     |
| Triton QD                                     | Radofin Electronics                                           | 2                                         |                    |                     |
| Viscount disk drive                           | Interactive Instruments Ltd, později Spectrum Computer Stores | 1                                         |                    |                     |
| Watford SP-DOS                                |                                                               |                                           |                    |                     |
| ZX Diskface Plus A                            | Dataputer                                                     | 4                                         | Intel 8272A        | DP-DOS, DPRUN, CP/M |
| ZX Diskface Plus B                            | Dataputer                                                     |                                           |                    |                     |
| ZX Diskface Plus C                            | Dataputer                                                     |                                           |                    |                     |
| ZX Diskface Quick                             | Dataputer                                                     | 4                                         | Intel 8272A        | DPDOS, CP/M, MDOS   |